# كريستالوبيغي
كريستالوبيغي (Κρυσταλλοπηγή) هي مدينة في فلورينا في مقاطعة فوريا إلادا في اليونان.